# Glen Huon
Glen Huon är en ort i Australien. Den ligger i kommunen Huon Valley och delstaten Tasmanien, i den sydöstra delen av landet, omkring 34 kilometer sydväst om delstatshuvudstaden Hobart. Antalet invånare är 989.
Runt Glen Huon är det mycket glesbefolkat, med 2 invånare per kvadratkilometer.. Närmaste större samhälle är Huonville, nära Glen Huon. 
I omgivningarna runt Glen Huon växer i huvudsak städsegrön lövskog. Genomsnittlig årsnederbörd är 920 millimeter. Den regnigaste månaden är juli, med i genomsnitt 114 mm nederbörd, och den torraste är februari, med 49 mm nederbörd.